# Janina Bednarska
Janina Bednarska z domu Dubińska pseudonim Wtyczka (ur. 1912 w Gródku, zm. 29 lipca 1941 w Skrzyszowie) – żołnierz Podziemia.

## Życiorys
Była córką Leonarda lekarza. Ukończyła gimnazjum w Równem, a w 1937 Wyższe Studium Handlowe w Krakowie. Harcerka, drużynowa Chorągwi Wołyńskiej OH.
Poślubiła Stefana Bednarskiego, aresztowanego przez Niemców i wywiezionego do obozu w Sachsenhausen wraz z innymi profesorami krakowskimi. Pomimo wiadomości o śmierci męża, kontynuowała wcześniejsze wysiłki w Berlinie na rzecz uwolnienia profesorów.

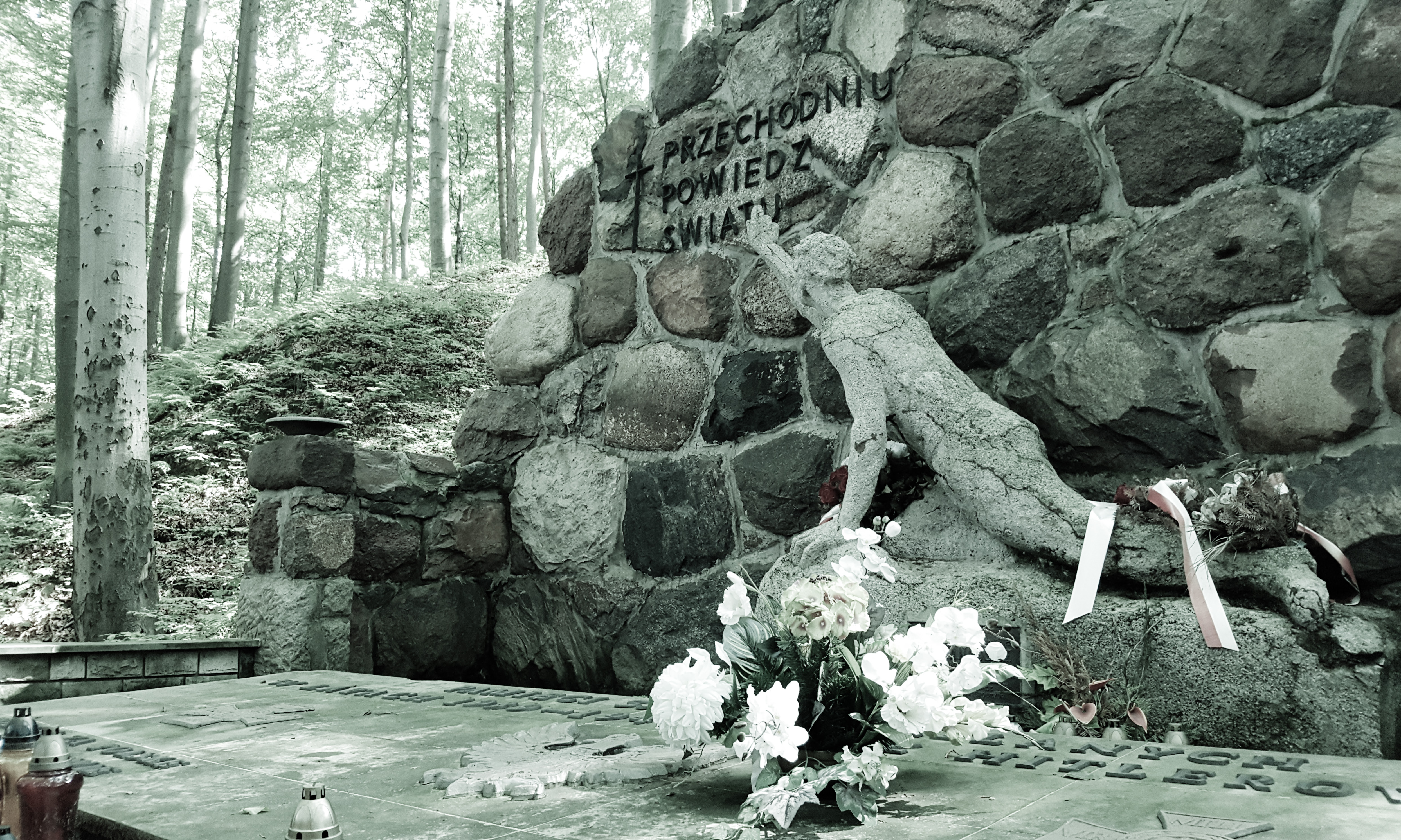
Las Kruk w Skrzyszowie. Miejsce masowych egzekucji w 1941 - fragment pomnika

W konspiracji od 1940 roku - była wywiadowcą w Inspektoracie Rejonowym ZWZ Tarnów, tam współpracowała m.in. ze Stefanią Hanauskówną, z którą jesienią 1940 roku została aresztowana. Więziona w Tarnowie i na Montelupich w Krakowie, została następnie rozstrzelana wraz ze Stefanią Hanauskówną oraz innymi 3 kobietami w lesie Kruk koło Skrzyszowa.